# Antipathozoanthus
Antipathozoanthus is een geslacht van neteldieren uit de klasse van de Anthozoa (bloemdieren).

## Soorten
- Antipathozoanthus hickmani Reimer & Fujii, 2010
- Antipathozoanthus macaronesicus (Ocana & Brito, 2003)